# UPT Sori Panihi Sp4
UPT Sori Panihi Sp4 is een bestuurslaag in het regentschap Bima van de provincie West-Nusa Tenggara, Indonesië. UPT Sori Panihi Sp4 telt 259 inwoners (volkstelling 2010).